# Robert de Beaumont, 4. Earl of Leicester

Das Wappen von Robert de Beaumont, 4. Earl of Leicester.

Robert de Beaumont, 4. Earl of Leicester († 1204) war ein anglo-normannischer Adliger und Lord High Steward von England. Er war ein Sohn von Robert de Beaumont, 3. Earl of Leicester, und der Pétronille (Pernel) de Grandmesnil. Nach seiner Mutter wurde er auch „FitzPernel“ genannt.
Robert schloss sich 1190 dem Gefolge des Königs Richard Löwenherz zum dritten Kreuzzug an. Auf diesen war sein Vater bereits im vergangenen Jahr vorausgezogen und gestorben. Die Todesnachricht erreichte Robert im Februar 1191 im sizilianischen Messina, wo das Hauptheer überwinterte und wo er nun vom König durch eine Schwertleite zum neuen Earl of Leicester investiert wurde. Im heiligen Land nahm er unter anderem an der Schlacht von Arsuf teil.
Im Kampf gegen König Philipp II. August geriet Robert 1193 in Gefangenschaft, aus der er erst 1196 wieder entlassen wurde. Dazu musste er seinen in der Normandie gelegenen Besitz um Breteuil aufgeben.
Verheiratet war Robert mit Loretta de Briouze († um 1266), eine Tochter von William de Braose. Das Paar hatte keine Kinder. Nach seinem Tod wurde er im Chor der Abtei von Leicester (Saint Mary de Pratis) bestattet. Da er keinen Erben hatte vermachte er seine Güter zu je einer Hälfte an seine Schwestern Amicia und Margarete. Der Titel des Earl of Leicester und das Amt des Lord High Steward vermachte er dabei an den Sohn von Amicia, Simon de Montfort. 